# Asamblea Nacional de Gobiernos Regionales
La Asamblea Nacional de Gobiernos Regionales  es un organismo coordinador integrado por todos los Gobernadores Regionales del Perú, que busca generar nuevos caminos para la descentralización y la formación de regiones. La asamblea designa a un presidente, quien es uno de los 25 gobernadores regionales. Puede sesionar en cualquier lugar del país con el fin de discutir temas importantes para el país, generar acuerdos y proponer distintos proyectos al gobierno central.
La ANGR, es una organización plural que promueve las prácticas del buen gobierno a nivel regional, la transparencia y la lucha contra la corrupción. Apoya de manera efectiva las iniciativas de integración regional y desarrolla propuestas para avanzar en la descentralización del país. Trabaja en alianza con otros niveles de gobierno e instituciones públicas y privadas, concertando y articulando políticas sectoriales y territoriales, consolidándose como un espacio de reflexión e interlocución para la mejora de la gestión y el desarrollo regional. Contribuye al Estado de derecho, la democracia y la descentralización con el fin de aportar al desarrollo humano en el país.

## Presidentes de la ANGR
| Presidente                    | Cargo                              | Periodo     |
| ----------------------------- | ---------------------------------- | ----------- |
| Luis Beltrán Barra Pacheco    | Gobernador regional de Apurimac    | 2003-2005   |
| Vladimiro Huaroc Portocarrero | Gobernador regional de Junín       | 2006-2007   |
| Yehude Simon Munaro           | Gobernador regional de Lambayeque  | 2007-2008   |
| César Villanueva Arévalo      | Gobernador regional de San Martín  | 2008-2009   |
| Hugo Ordóñez Salazar          | Gobernador regional de Tacna       | 2009-2010   |
| Vladimir Cerrón Rojas         | Gobernador regional de Junín       | 2011-2012   |
| César Villanueva Arévalo      | Gobernador regional de San Martín  | 2012-2013   |
| Javier Atkins Lerggios        | Gobernador regional de Piura       | 2013-2014   |
| Alonso Navarro Cabanillas     | Gobernador regional de Ica         | 2014-2015   |
| César Acuña Peralta           | Gobernador regional La Libertad    | 2015        |
| Nelson Chui Mejía             | Gobernador regional de Lima        | 2015 - 2016 |
| Edwin Licona Licona           | Gobernador regional de Cusco       | 2016-2017   |
| Luis Valdez Farias            | Gobernador regional de La Libertad | 2017-2019   |
| Mesías Guevara                | Gobernador regional de Cajamarca   | 2019-2020   |
| Servando García Correa        | Gobernador regional de Piura       | 2020        |
| Carlos Rua Carbajal           | Gobernador regional de Ayacucho    | 2021        |
| Jean Paul Benavente García    | Gobernador regional de Cusco       | 2022        |
| Rohel Sánchez Sánchez         | Gobernador regional de Arequipa    | 2023        |
| Werner Salcedo Álvarez        | Gobernador regional de Cusco       | 2024        |
| Koki Noriega Brito            | Gobernador regional de Áncash      | 2025        |